# Vysoký grúň (Wielka Fatra)
Vysoký grúň (883 m n.p.m.) – szczyt w Wielkiej Fatrze na Słowacji. Znajduje się nad wsią Ľubochňa, w południowym, niżej skręcającym na południowy wschód grzbiecie masywu Kopy (1187 m).
Vysoký grúň zbudowany jest głównie z wapieni i dolomitów. Jego południowe i zachodnie stoki opadające do doliny Ľubochnianki są strome i są w nich duże skalne odsłonięcia. Stoki północno-zachodnie opadają do doliny niewielkiego potoku wcinającego się w masyw Kopy. Wszystkie są porośnięte lasem.
Przez Vysoký grúň nie prowadzi żaden szlak turystyczny. Jego północno-zachodnie stoki znajdują się w obrębie rezerwat przyrody Korbeľka.